# VM i håndbold 2019 - Europæisk kvalifikation (kvinder)
Den europæiske kvalifikation for VM i håndbold 2019 i Japan spilles over to runder. Værterne fra Japan og verden mestre fra 2017 Frankrig kvalificerede sig automatisk til slutrunden.

## Seedinger
Grupperne blev meddelt d. 24. juni 2016. De to øverte placerede fra Gruppe 1–3 og vinder i gruppe 4 avancere til playoff runden.
| Pot 1                                                         | Pot 2                                                               | Pot 3                                        |
| ------------------------------------------------------------- | ------------------------------------------------------------------- | -------------------------------------------- |
| Hviderusland · Nordmakedonien · Schweiz · Slovakiet · Tyrkiet | Færøerne · Island · Italien · Kosovo · Litauen · Portugal · Ukraine | Aserbajdsjan · Grækenland · Finland · Israel |